# لورنس سيمونز
لورنس سيمونز هو لاعب كرة قدم بلجيكي، ولد في 28 أغسطس 2001 في رينكوم في هولندا. لعب مع نادي لوكيرين.